# Kabah

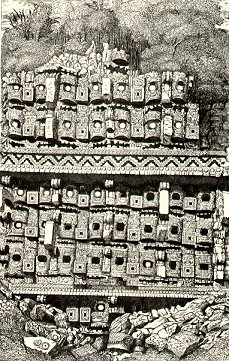
Portion de « Codz Poop » façade dessinée par Frederick Catherwood.

Kabah est un site archéologique maya du sud-est de l’État du Yucatan au Mexique.
Kabah se trouve au sud de Uxmal, et y est reliée par une grande route ou Sacbé de 18 km de long et 5 mètres de large avec une arche monumentale à chaque extrémité. Kabah est le second plus grand site archéologique de la région Puuc après Uxmal.
Le nom  « Kabah » serait une dénomination archaïque pour « main forte ». C’est un nom précolombien du site mentionné dans une chronique maya. Un autre nom est « Kabahaucan » soit « la main du seigneur serpent (déformation de Kab Ajau Kan) ». Cette région était habitée au milieu du IIIe siècle av J.C. La majorité des bâtiments visibles ont été construits entre le VIIe et le XIe siècle. Une date sculptée sur un linteau de porte donne la date de 879, soit approximativement la période la plus florissante de la cité. Une autre
date sculptée suivant le style Maya classique est 987. Kabah a été abandonnée ou au moins aucun nouveau bâtiment cérémoniel n’a été construit après le Xe siècle. Lors de fouilles récentes des traces d'occupation au Postclassique ont été découvertes.

## Le site
Le site de 3 km2 est traversé de part en part par la route moderne. 
Il comprend plusieurs palais, des bâtiments de pierre peu élevés et des pyramides à étages. La plupart sont de style Puuc, mais certains sont de style « Chenes ». La région est parsemée de ruines encore recouvertes par la forêt. Le site possède un grand nombre de panneaux sculptés, linteaux et portes et encadrements de porte dont beaucoup ont été enlevées pour être placés dans des musées. Les sculptures représentent les dirigeants de la cité et des scènes de guerre. Un programme pour restaurer davantage de bâtiments ainsi que des fouilles sont en cours sous la direction de Ramon Carrasco. Kabah a été déclaré parc national du Yucatan en 1993.
À l'ouest de la route se situent des monuments secondaires ainsi que l'arc qui constitue le point d'arrivée du sacbé venant d'Uxmal. Déjà effondré à l'époque où John Lloyd Stephens et Frederick Catherwood visitèrent le site, il a été restauré en 1953-55.  À l'est de la route se situe le monument le plus connu de Kabah,  la structure 2C6, mieux connue sous le nom de «Codz Poop». Aussi appelé «Palais des Masques», cet édifice de 46 m de long  construit sur une plate-forme de 3 m, est un exemple typique de style Puuc récent. Il contient dix chambres disposées par paires en cinq rangées de deux. On y accédait par cinq portes; seules trois survivent, une quatrième a été reconstituée. Contrairement à la plupart des édifices de style Puuc, l'entièreté - soubassement, mur et frise - de la façade principale, orientée ouest est ornée d'une succession ininterrompue de masques de pierre à «long nez» en forme de crochet, traditionnellement considérés comme des masques du dieu Chaac. Les masques du dieu de la pluie abondent sur d’autres bâtiments à travers tout le site. De l’encens (ou copal) a été découvert dans certains nez de pierre du dieu de la pluie.

Kabah
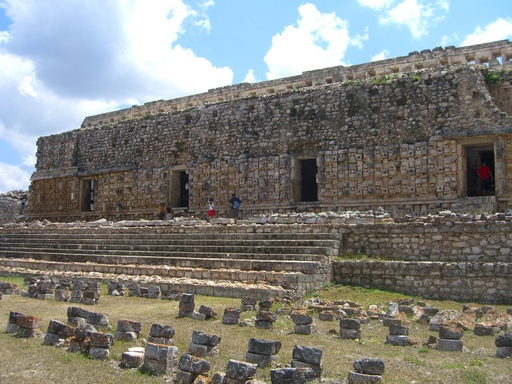
Codz Poop: vue d'ensemble de la façade ouest
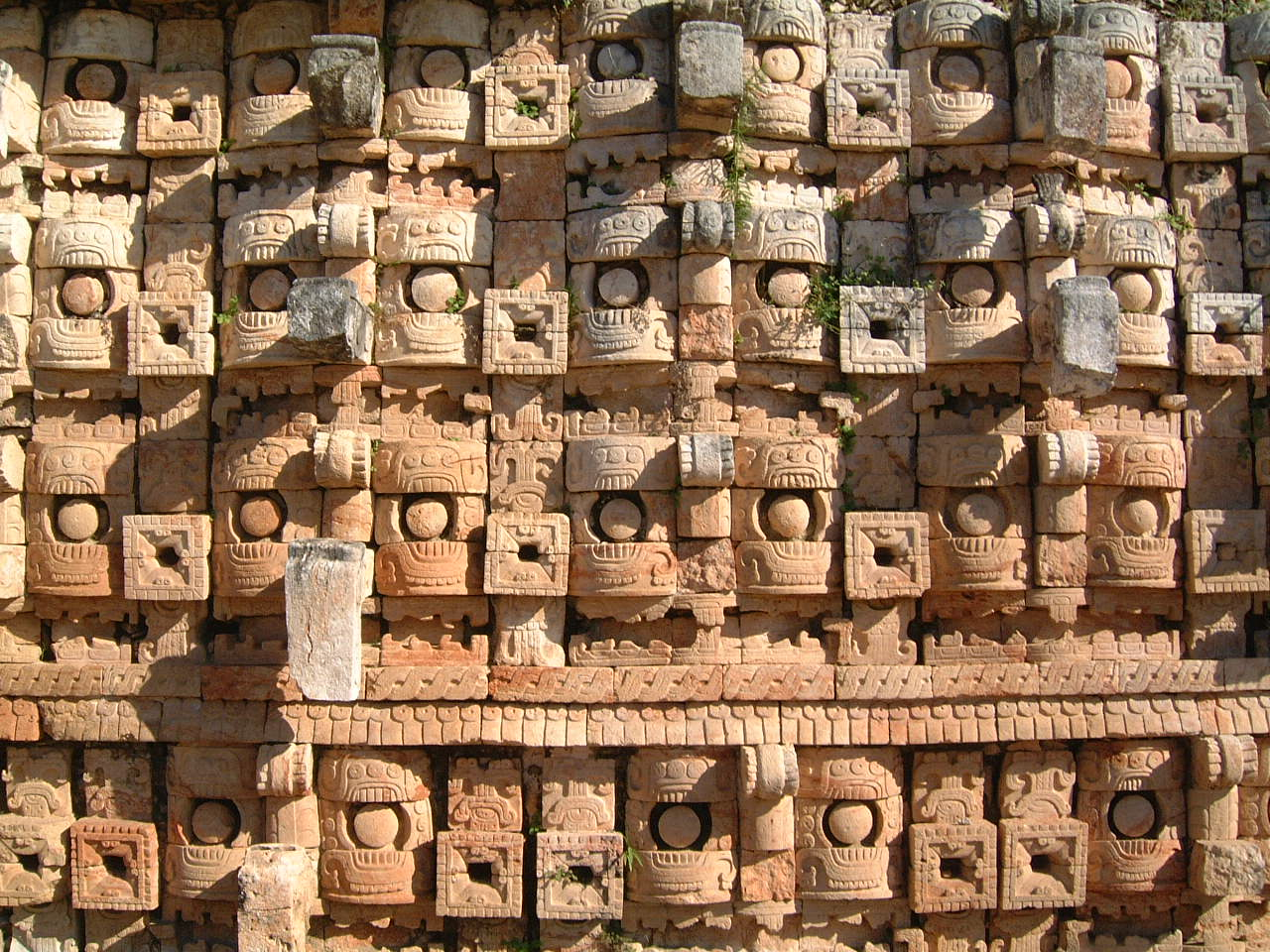
Codz Poop: Détail de la façade ouest. Tous les nez des masques sont brisés
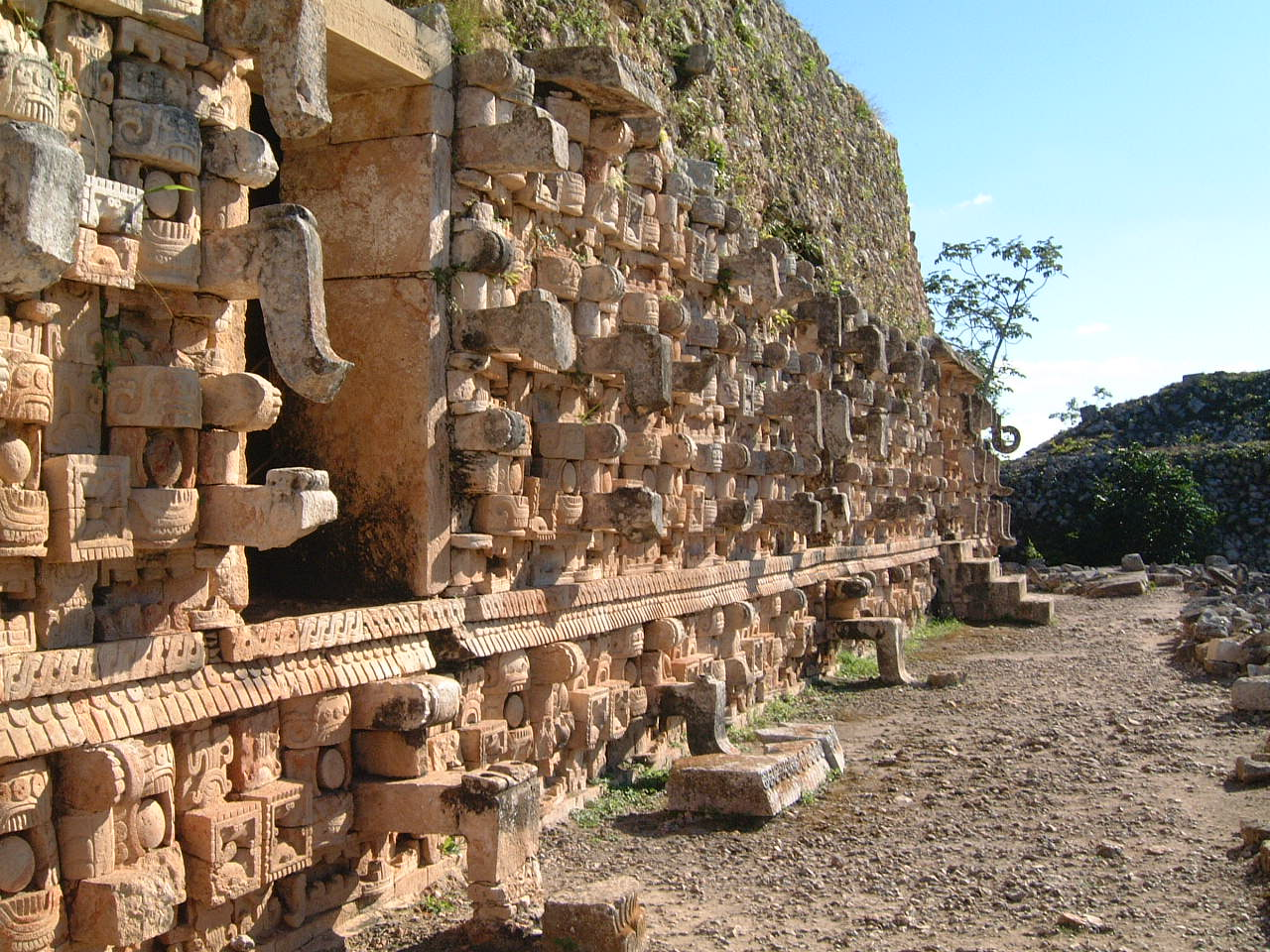
Codz Poop : Détail de la façade ouest. Nez servant d'escalier. L'escalier au fond est moderne.
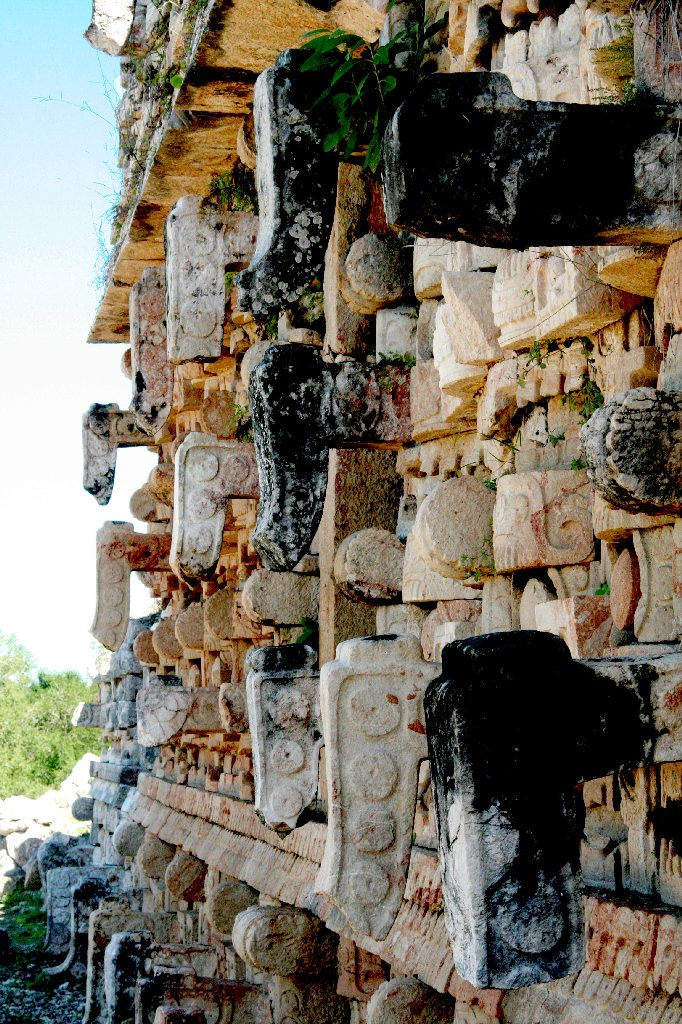
Codz Poop- Détail de la façade ouest
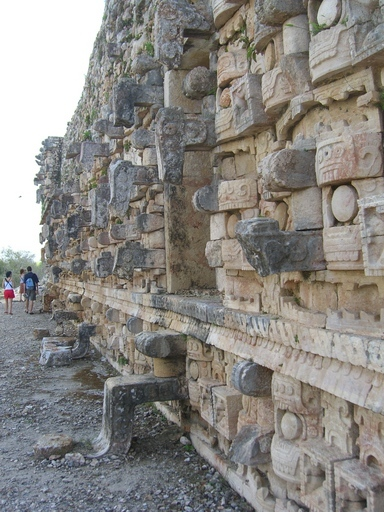
Codz Poop : ou Palais des Masques.
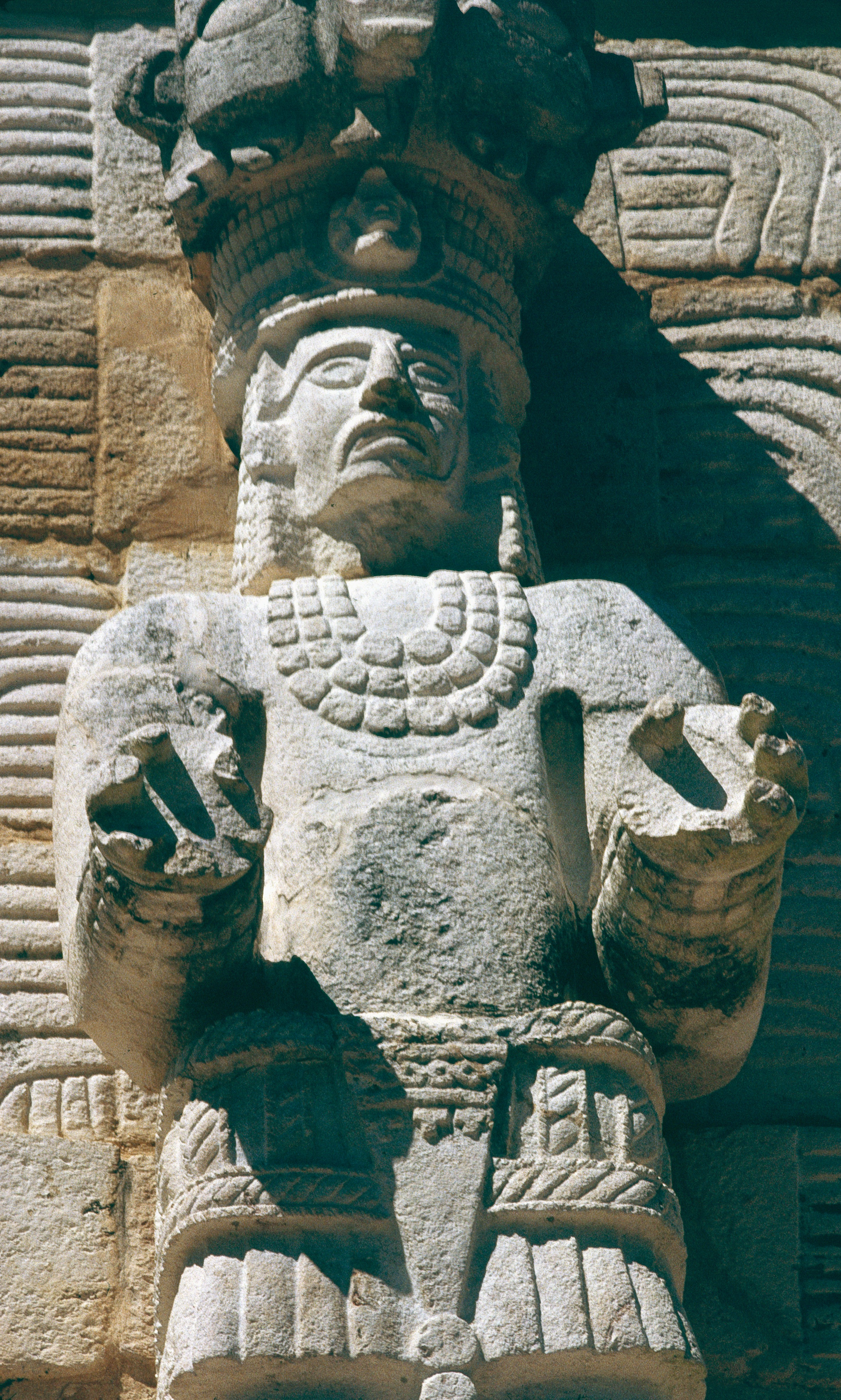
Codz Poop : statue du côté est.
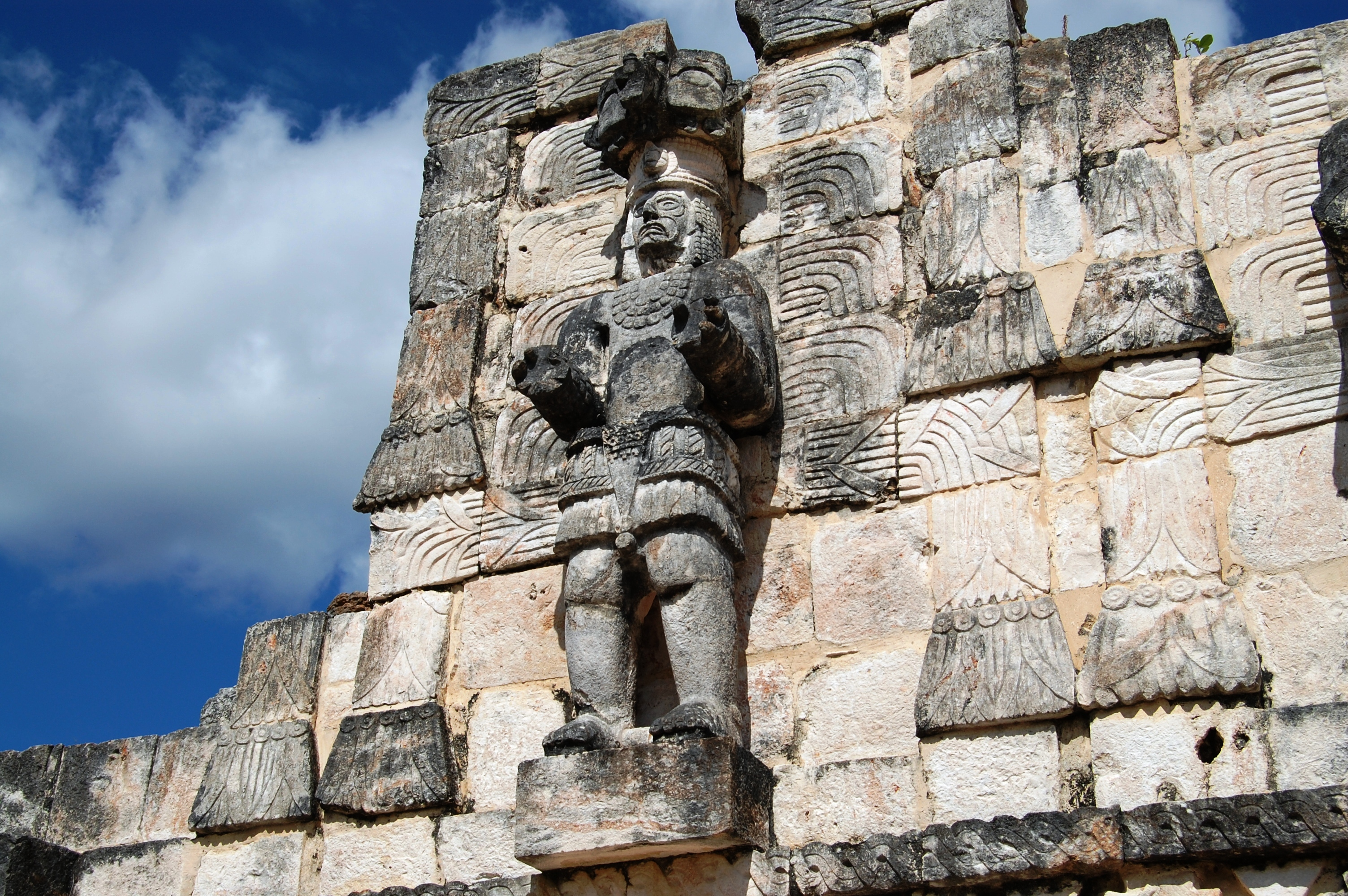
Codz Poop : statue du côté est
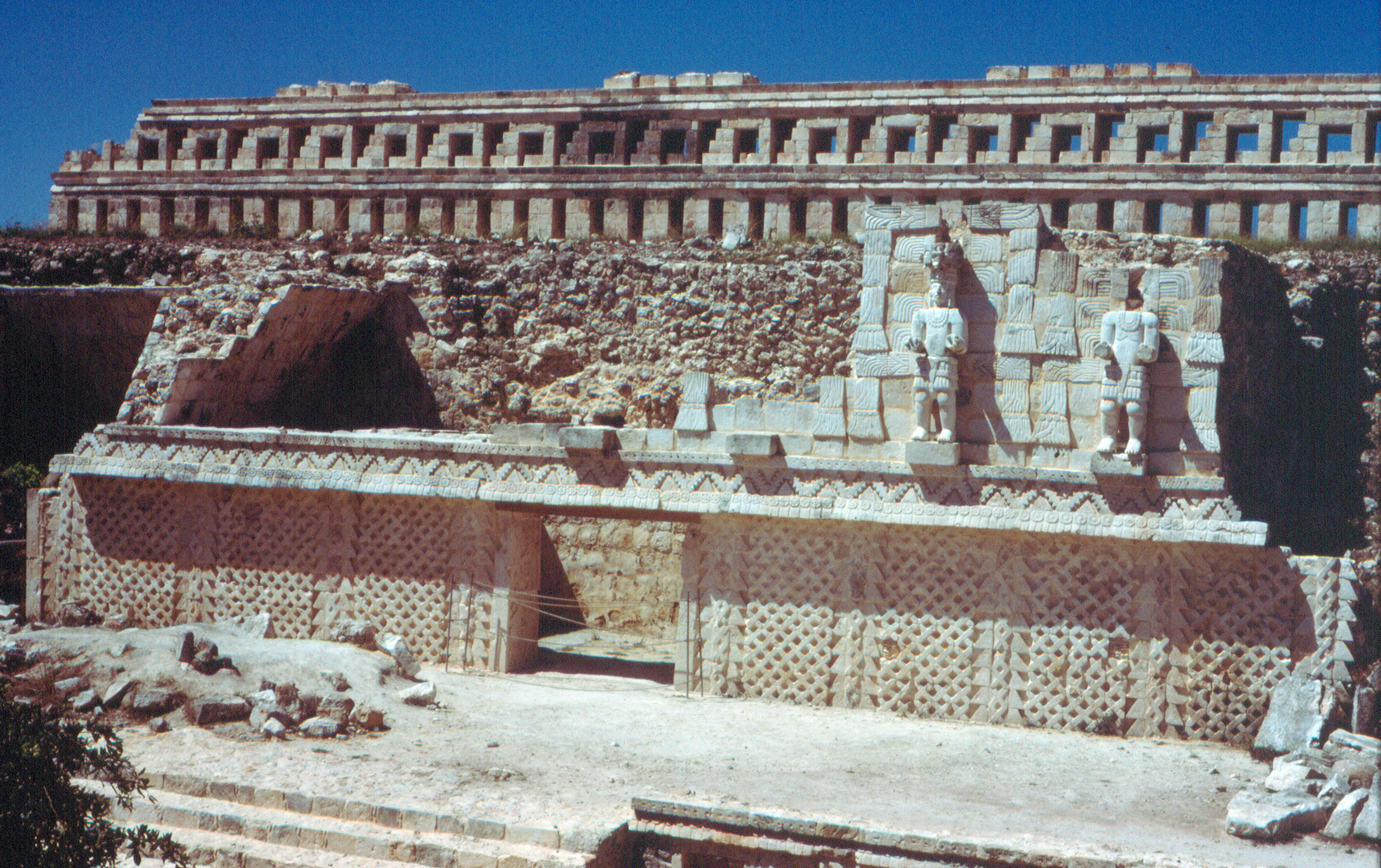
Codz Poop : Côté est.
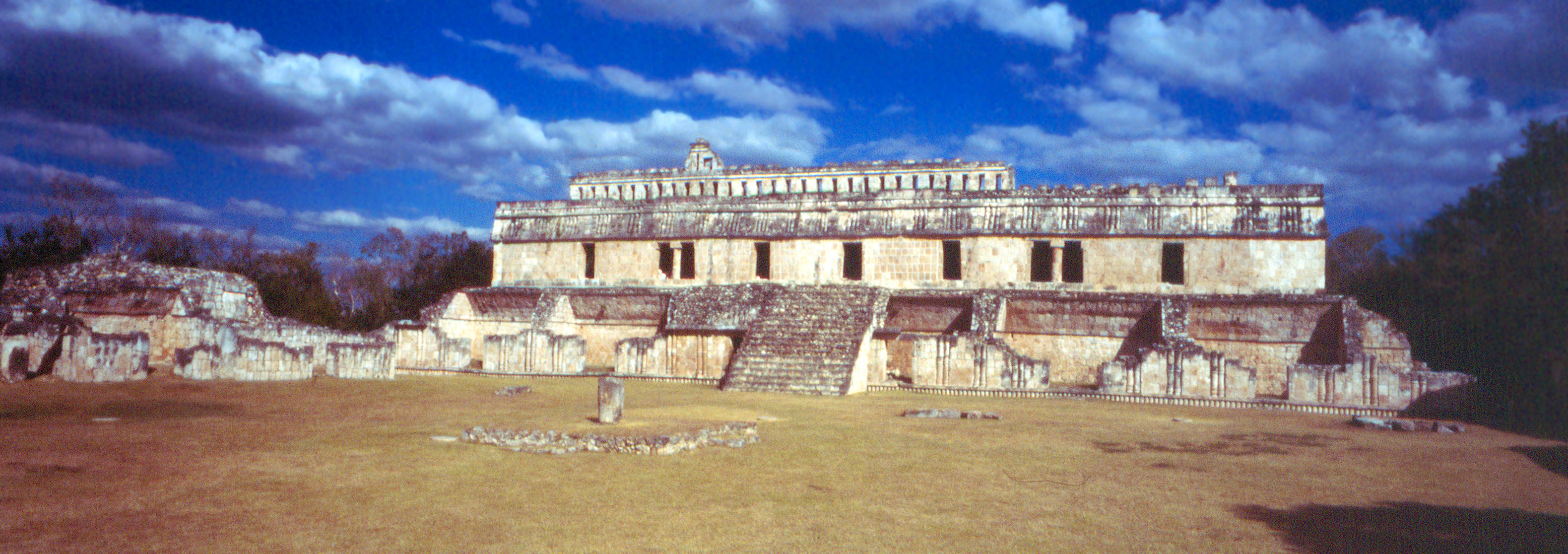
Structure 2C2.
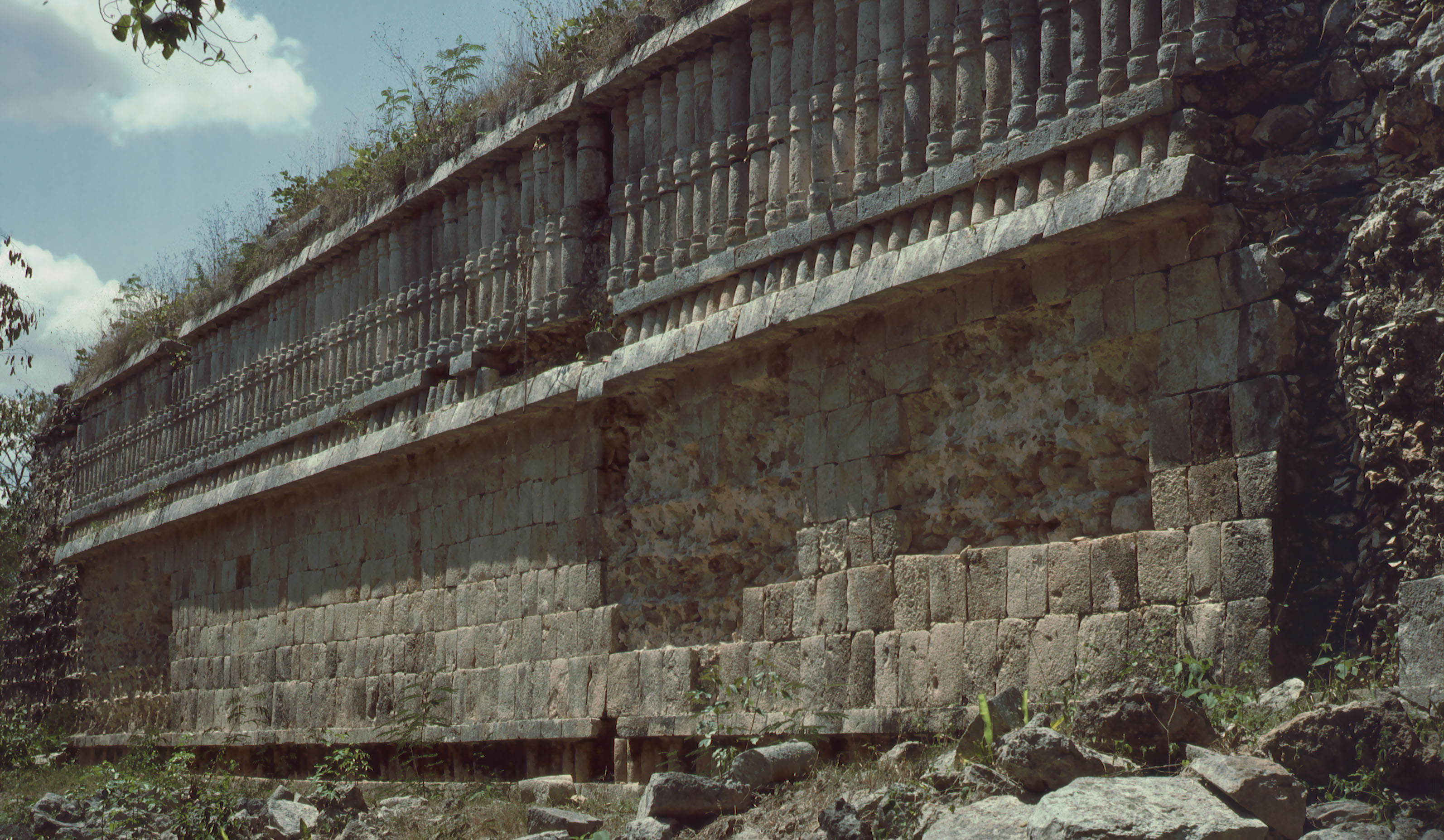
Groupe est face arrière. Kabah.
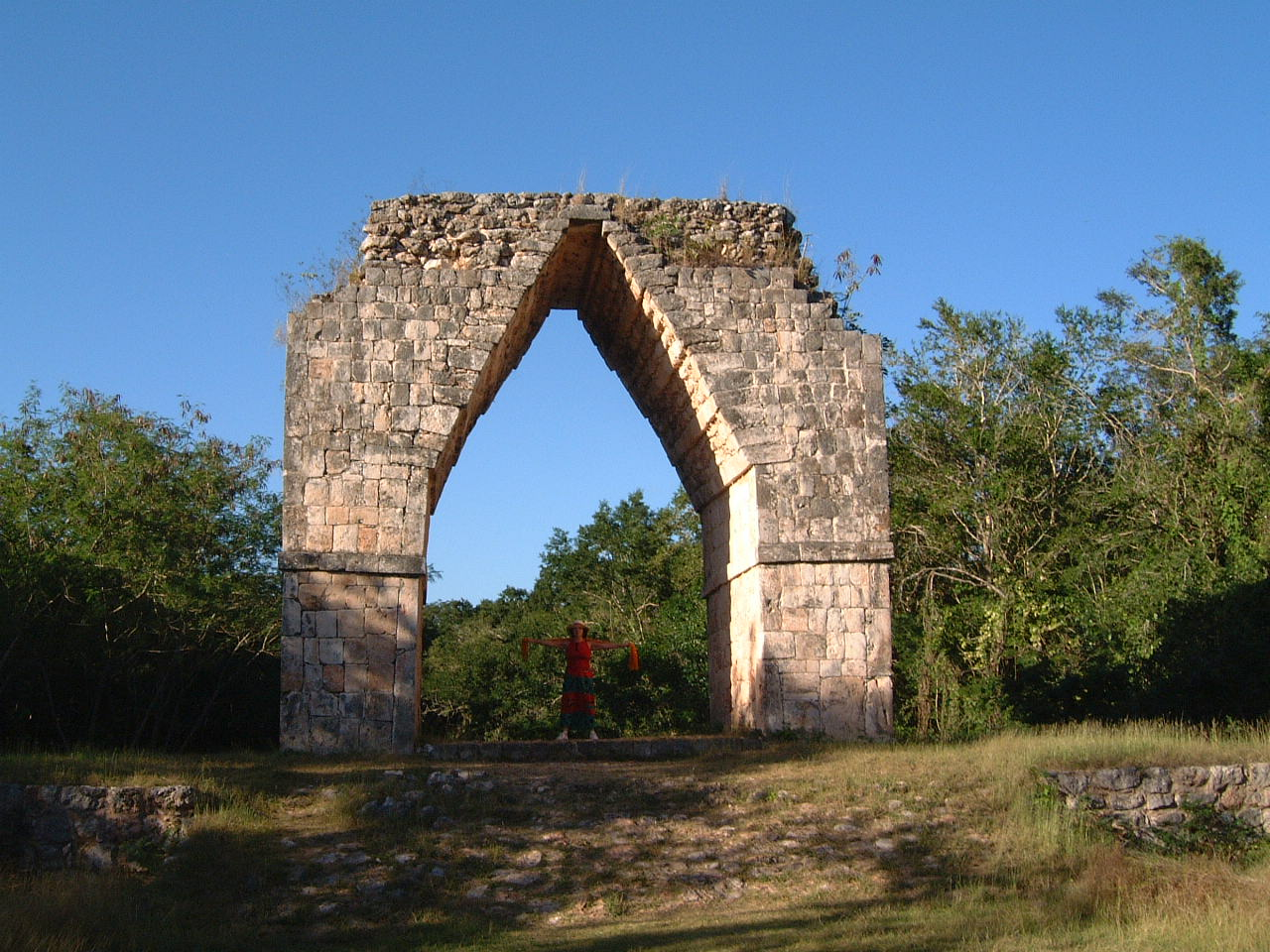
Arche et début du sacbé
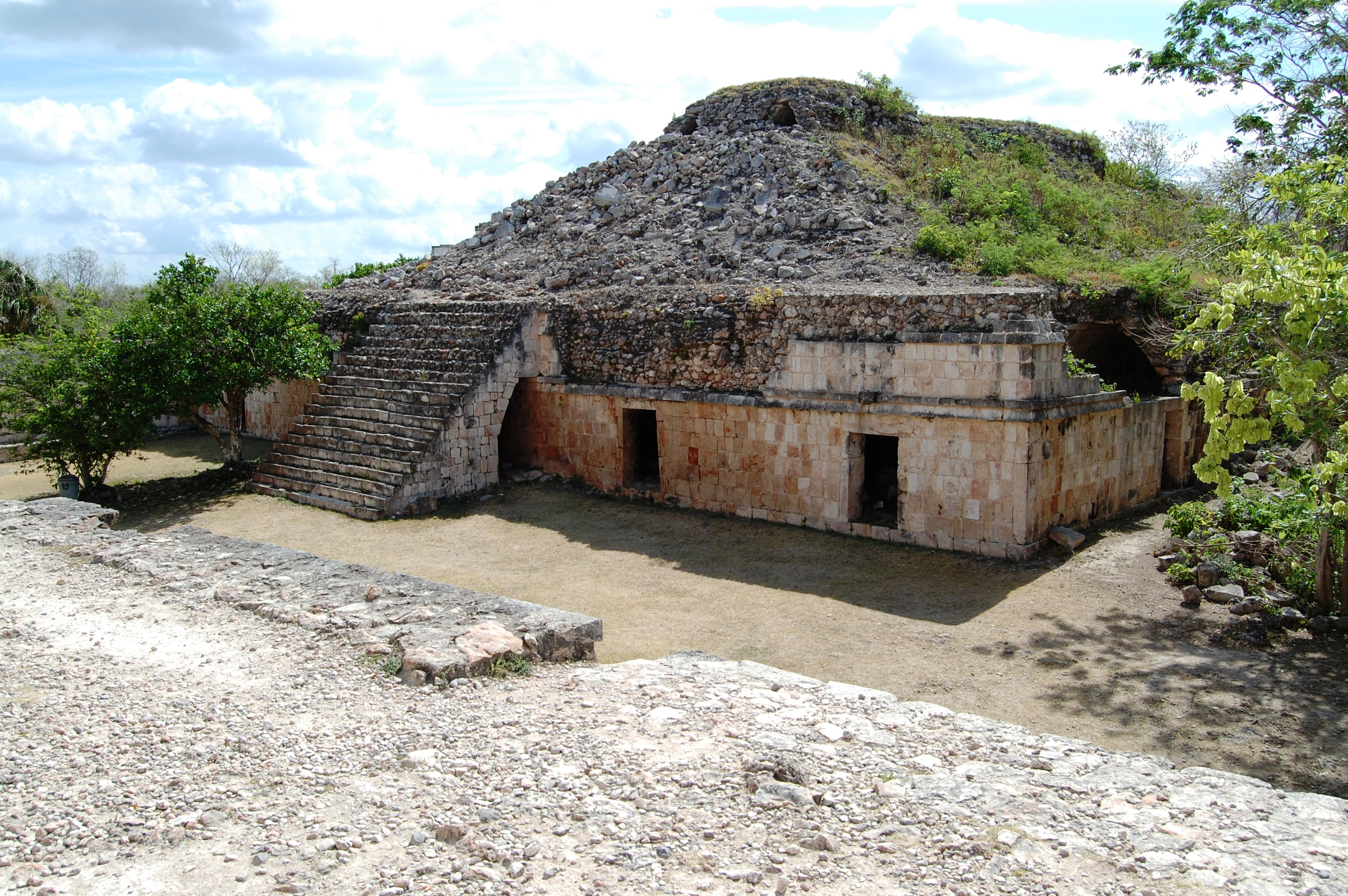
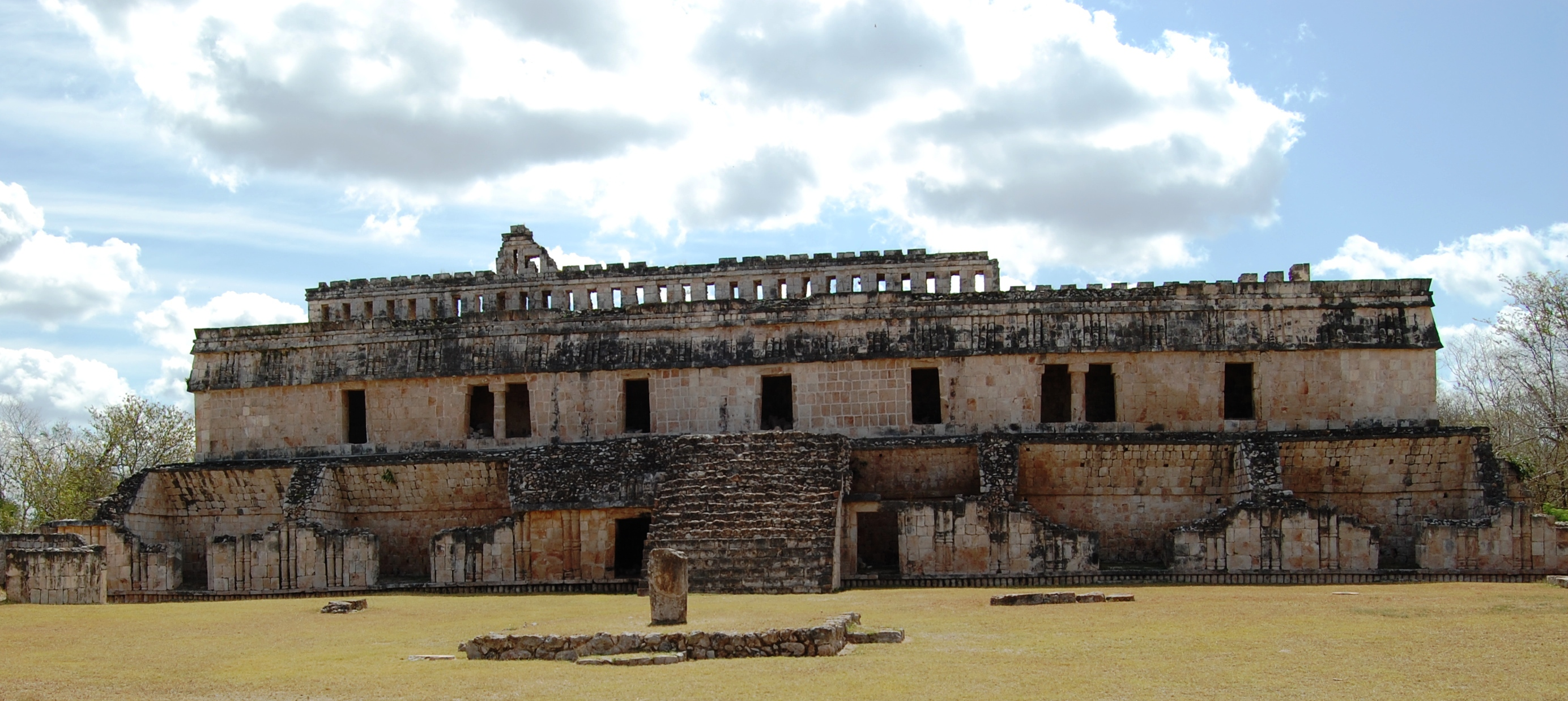
Kabah
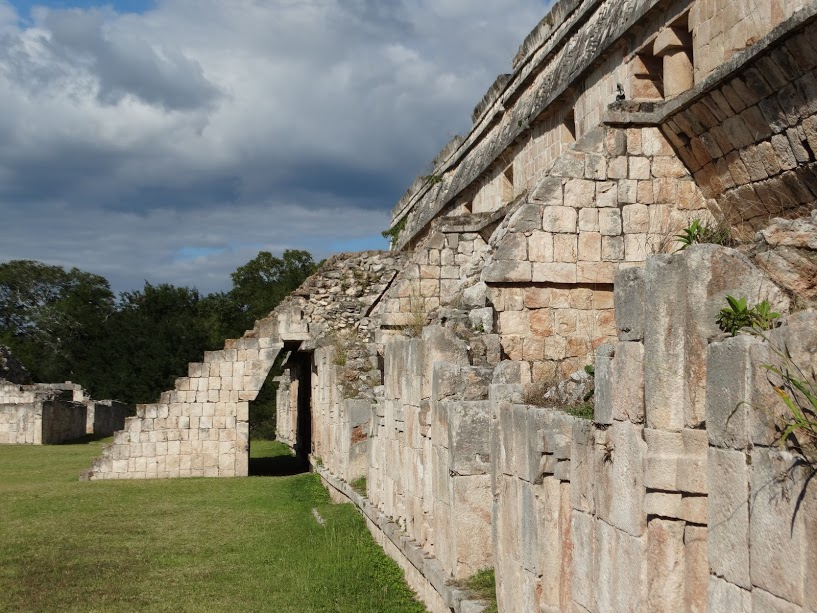
Tunnel sous le pont

L'omniprésence du dieu Chaac « le protecteur des récoltes » à kabah et dans les sites voisins Puuc s'explique par de la rareté de l’eau dans la région. Il n’y a pas de cenote dans cette région sèche du nord du Yucatan. Les Maya y dépendaient uniquement de la pluie  pour s’approvisionner en eau et des chultunes pour son stockage.
Un seul de ces nez a survécu intact. Les nez des masques du soubassement situés sous les portes servent d'escalier pour accéder aux chambres. Entre la première et la deuxième chambre de la paire centrale un nez particulièrement large et enroulé sur lui-même est à l'origine du fameux nom « Codz Poop », signifiant littéralement « natte enroulée ».
La façade est était originellement décorée d'une frise de nattes sur laquelle se détachaient des statues en ronde-bosse hautes de 2 m, traditionnellement appelées « rois de Kabah », dont deux se trouvent encore in situ. Les montants de la porte de la pièce 21 se composent chacun de deux panneaux de scènes en bas-relief : les scènes supérieures représentent des personnages armés d'un atlatl sans doute engagés dans une danse rituelle; les scènes inférieures l'humiliation d'un prisonnier. La crête faîtière est ornée de grecques scalaires.
Le site est sur la route fédérale 261 à quelque 140 km au sud de Mérida à proximité de Campeche et est une destination touristique populaire.

## Histoire
L'histoire de Kabah est mal connue. À la fin du Classique récent, elle semble être un satellite de la cité voisine Uxmal. Un texte hiéroglyphique de Kabah qui mentionne le souverain de cette cité, Chan Chak K'ak'nal Ajaw qui a régné de 895 à 907, et le sacbé long de 18 km relie qui Kabah à Uxmal pointent dans cette direction.
Les premières descriptions détaillées des ruines ont été publiées par John Lloyd Stephens et Frederick Catherwood en 1843.

### Sources
- (en) Cet article est partiellement ou en totalité issu de l’article de Wikipédia en anglais intitulé « Kabah (Maya site) » (voir la liste des auteurs).